# Draconarius neixiangensis
Draconarius neixiangensis là một loài nhện trong họ Amaurobiidae.
Loài này thuộc chi Draconarius. Draconarius neixiangensis được miêu tả năm 1991 bởi Hu, Jia-Fu Wang & Jia-Fu Wang.